# Monica Zanchi
Monica Zanchi (Berna, 1959) è un'attrice svizzera accreditata in alcuni film anche come Monika Zanchi.

## Biografia
Ha interpretato dodici film, tra i quali Emanuelle e gli ultimi cannibali, Suor Emanuelle e Autostop rosso sangue.
È stata anche una delle "ragazze coccodè" della trasmissione Indietro tutta! di Renzo Arbore e Nino Frassica.

## Filmografia
- L'occhio dietro la parete, regia di Giuliano Petrelli (1977)
- Spell (Dolce mattatoio), regia di Alberto Cavallone (1977)
- Suor Emanuelle, regia di Giuseppe Vari (1977)
- Emanuelle e gli ultimi cannibali, regia di Joe D'Amato (1977)
- Autostop rosso sangue, regia di Pasquale Festa Campanile (1977)
- Incontri molto ravvicinati... del quarto tipo, regia di Mario Gariazzo (1978)
- Porco mondo, regia di Sergio Bergonzelli (1978)
- I peccati di una monaca (Inés de Villalonga 1870), regia di Jaime Jesús Balcázar (1979)
- Caro papà, regia di Dino Risi (1979) - non accreditata
- Zombi 2, regia di Lucio Fulci (1979) - non accreditata
- Action, regia di Tinto Brass (1980) - non accreditata
- Sogni erotici di Cleopatra, regia di Rino Di Silvestro (1985)
- Giorni felici a Clichy (Jours tranquilles à Clichy), regia di Claude Chabrol (1990)
- Naftalina, regia di Ricky Caruso (2011)